# Liste der Einträge im National Register of Historic Places im Franklin County (Texas)
Die Liste der Registered Historic Places im Franklin County führt alle Bauwerke und historischen Stätten im texanischen Franklin County auf, die in das National Register of Historic Places aufgenommen wurden.

## Aktuelle Einträge
| Lfd. Nr. | Name im NRHP                        | Bild | Datum der Eintragung | Adresse/Lage       | Ort          | NRHP-ID  | Beschreibung |
| -------- | ----------------------------------- | ---- | -------------------- | ------------------ | ------------ | -------- | ------------ |
| 1        | Franklin County Courthouse and Jail |      | 18. Jan. 2006        | 200 N Kaufman St.  | Mount Vernon | 05001542 |              |
| 2        | Rogers-Drummond House               |      | 8. Sep. 1980         | SE of Mount Vernon | Mount Vernon | 80004120 |              |